# Природоматематическа гимназия „Нанчо Попович“
Профилираната природо-математическа гимназия „Нанчо Попович“ е профилирано средно училище в град Шумен. Директор на училището е Вилиола Любенова.

## История
Училището е основано през 1828 г. и е едно от най-старите училища в България, утвърдило се не само в Шуменския регион, но и в цяла Североизточна България.
До 1854 година е девическа гимназия, след което става смесено училище. През 1891 г. патрон на гимназията става богатият шуменски търговец Нанчо Попович, отделил голяма сума за издръжка и построяване на нова сграда. В негова чест е издигнат паметник пред читалище „Добри Войников“. С историята на гимназията са свързани имената на Сава Филаретов, Стефан Изворски, Сава Доброплодни, Добри Войников, Тодор Икономов, Царевна Миладинова, Анастасия Паскалева, Илия Блъсков, Панайот Волов, Янко Сакъзов и други.
През 1970 г. училището се профилира като математическа, а 14 години по-късно – като природо-математическа гимназия.
В периода преди 10 ноември 1989 няколко десетки години е носило името на видната антифашистка Лиляна Димитрова. Неин бронзов паметник и днес стои в двора на училището. През 1991 г. името на училището бива възстановено.

## Специалности
Приемът на ученици става след завършен седми клас и успешно положени национален изпит по български език и литература и национален изпит по математика. Всички профилирани паралелки са с продължителност от 5 години със задълбочено обучение по природо-математическите профили математика, информатика, биология, химия, физика и география.
Паралелки с профилиращи учебни предмети:
- 1. Математика; 2. Физика; 3. Английски език; Български език и литература
- 1. Информационни технологии; 2. Математика; 3. Немски език; Български език и литература
- 1. Информатика; 2. Математика; 3. Английски език; Български език и литература
- 1. Биология; 2. Химия; 3. Английски език; Български език и литература
- 1. Информационни технологии; 2. Математика; 3. Английски език; 4. География

## Учителски състав
В гимназията преподават 65 учители с висше образование, от които:
- 1 e с образователна и научна степен „доктор“
- 26 имат от V до I професионално-квалификационна степен
- 4 са носители на най-високото отличие на МОН - наградата „Неофит Рилски“
- 7 са удостоени с наградата на гр. Шумен за принос в образованието

## Дейности
- Участие в националния кръг на олимпиади по математика, информатика, информационни технологии, български език и литература, английски език, руски език, биология
- Национално математическо състезание „Питагор“
- Математически турнир „Академик Кирил Попов“
- Математически турнир „Иван Салабашев“
- Национален есенен турнир по информатика „Джон Атанасов“
- Международен турнир на младите физици
- Национално състезание по физика
- Проект „Твоят час“
- Клуб „Географско пътешествие“
- Школи „Информатика“ и „Програмиране за интернет“
- Клубове „Дебати“ и „Екология“
- Археологически разкопки

## Събития
На 6 декември Никулден (имен ден и на Нанчо Попович) училището ежегодно отбелязва своя патронен празник. Благодарение на дарителското дело на Нанчо Попович от 1937 г. денят се отбелязва и като „Ден на дарителя“ в България.
През 2010 г. десетокласникът Румен Христов печели втора награда от Международната олимпиада по информатика в Канада. Печели златен медал. Това не е първата награда на Румен от престижни състезания. На 4 октомври 2011 г. президентът Георги Първанов му връчва и наградата „Джон Атанасов - за ученици“.